# Салутати, Колуччо
Колу́ччо Салута́ти (итал. Coluccio Salutati), полное имя ─ Ли́но Колу́ччо Салута́ти (итал. Lino Coluccio Salutati; 16 февраля 1331 или 16 февраля 1332, Stignano, Флорентийская республика — 4 мая 1406, Флоренция, Флорентийская республика) — один из родоначальников итальянского гуманизма эпохи Возрождения (Ренессанса), наряду с Джованни Бокаччо, Франческо Петраркой и др.

## Биография
Выходец из старинного рыцарского рода Тосканы, Салютати окончил юридический факультет Болонского университета.
В 1351—1367 годах служил судьёй, нотариусом в Вальдиньеволе, затем канцлером коммун Тоди, Лукки, Стиньяно.
С 1375 по 1405 год был канцлером Флорентийской республики, завоевал славу блестящего оратора и политика, всецело преданного интересам республики. Был последователем Петрарки. Автор многочисленных сочинений — трактатов, стихотворений, писем, в которых развивал программу ренессансной культуры. Считал, что истинное знание даёт не схоластика, а античная мудрость.
Салутати последовательно отстаивал идеалы активной гражданской жизни в противовес аскетизму церковной морали, ратовал за философию — «учительницу жизни», доказывал главенствующую роль этики в системе гуманитарных знаний. В споре с видным теологом Джованни Доминичи, сочинение которого «Светляк в ночи» было выдержано в духе томистской схоластики и направлено против позиции Салютати, выявилось глубокое различие традиционно-средневекового и нового, гуманистического подходов к оценке роли знания и особенно гуманитарных дисциплин. Салютати, сторонник действенной философии, помогающей решать проблемы земной жизни, отвергал умозрительный метод философствования и пренебрежение к идейному богатству античного наследия, как поэтического, так и научного.
Основная заслуга Салутати — в утверждении гуманистической образованности как основы развития новой культуры. Выдвинул на первый план комплекс гуманитарных дисциплин: филологию, поэтику, историю, педагогику, риторику, этику, призванных формировать нового человека, обладающего гуманизмом, который он трактовал как способность к добродетельным поступкам и достижению учёности. Гуманизм не присущ человеку от рождения, это свойство приобретается в результате упорного труда.
В своём творчестве Салутати дал широкое обоснование комплекса гуманистических дисциплин — studia humanitatis, включив в них грамматику, филологию и поэзию, риторику, диалектику и педагогику, но главное место отводил этике, тесно связанной с историей и политикой. Особый смысл он придавал понятию humanitas (человечность, духовная культура), трактуя его как цель новой образованности, в которой должны сочетаться высокий уровень знания, основанного на овладении классическим наследием, и разносторонний практический опыт, развитое самосознание личности и её активная созидательная деятельность. Задачу воспитания и образования он видел в самосовершенствовании человека, призванного, по его убеждению, сражаться с земным злом «за справедливость, истину и честь». "Узкий взгляд на вещи, мировоззренческая слепота «физиков» и беспомощность в практических вопросах логиков-схоластов побуждают Салютати искать подлинную науку в studia humanitatis. Именно Салутати принадлежит заслуга развернутого гуманистического толкования этого понятия, ставшего главной формулой новой культуры".
Оставаясь верным христианским идеям, полагая, что новая образованность помогает более глубоко проникнуть в смысл Священного Писания, он в то же время не мог примириться с аскетической моралью как противоречащей главному земному предназначению людей — жизни в обществе, построению совместными усилиями земного града. В письме к болонскому юристу Пеллегрино Дзамбеккари, пожелавшему вступить в ряды монашества, Салутати писал: «Не верь, о Пеллегрино, что бежать от мира, избегать вида прекрасных вещей, запереться в монастыре или удалиться в скит — это путь к совершенству».
Флорентийский канцлер активно проповедовал гуманистические идеи, открыв свой дом для занятий кружка молодёжи, из которого вышли крупнейшие гуманисты следующего поколения — Леонардо Бруни Аретино, Поджо Браччолини, Пьетро Паоло Верджерио.
Его биограф Рональд Витт заметит, что Салутати  был прирожденным полемистом, склонным выносить абсолютные суждения и искажать факты, чтобы выиграть спор.
Основные трактаты Салютати
- «О достоинстве права и медицины» (1400)
- «О тиране» (1400)
- «О роке, судьбе и случайности» (1396—1399)
- «О жизни в миру и монашестве» (1381)